# Eugene Pierce Gillespie
Eugene Pierce Gillespie (* 24. September 1852 in Greenville, Mercer County, Pennsylvania; † 16. Dezember 1899 ebenda) war ein US-amerikanischer Politiker. Zwischen 1891 und 1893 vertrat er den Bundesstaat Pennsylvania im US-Repräsentantenhaus.

## Werdegang
Eugene Gillespie besuchte die öffentlichen Schulen seiner Heimat und das Allegheny College in Meadville. Danach studierte er am St. Michael’s College im kanadischen Toronto. Nach einem anschließenden Jurastudium und seiner 1874 erfolgten Zulassung als Rechtsanwalt begann er in Greenville in diesem Beruf zu arbeiten. Politisch schloss er sich der Demokratischen Partei an.
Bei den Kongresswahlen des Jahres 1890 wurde Gillespie im 25. Wahlbezirk von Pennsylvania in das US-Repräsentantenhaus in Washington, D.C. gewählt, wo er am 4. März 1891 die Nachfolge des Republikaners Charles Champlain Townsend antrat. Da er im Jahr 1892 nicht bestätigt wurde, konnte er bis zum 3. März 1893 nur eine Legislaturperiode im Kongress absolvieren. Anschließend praktizierte Gillespie wieder als Anwalt in Greenville, wo er am 16. Dezember 1899 auch verstarb.